# Nicolae Mitrofan

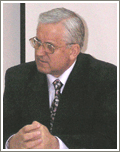
Prof. dr. Nicolae Mitrofan

Nicolae Mitrofan (n. 10 mai 1946, în satul Suceveni, comuna Suceveni, județul Galați, România) este un psiholog român, profesor universitar doctor la Universitatea din București, decan al facultății din anul 2008 și primul președinte al Colegiului Psihologilor din România.

## Contribuții științifice
Nicolae Mitrofan a publicat în cariera sa ca psiholog și cadru universitar mai multe lucrări de referință, în literatura de specialitate română și internațională. Lucrarea de Psihologie judiciară a reprezentat la data apariției acesteia în România o premieră absolută. Lucrarea a fost reeditată și completată, ultima ediție văzând lumina tiparului în anul 2000. Dintre lucrările sale de marcă amintim:
- Testarea psihologică. Inteligența și aptitudinile (colab.), Ed. Polirom, 2005
- Psihologie judiciară – coordonator și coautor, Editura Șansa S.R.L., București, 1992, 360 p.
- Aptitudinea pedagogică – autor, Editura Academiei Române, București, 1988, 216 p.
- Testarea psihologică a copilului mic – autor, Editura Mihaela Press S.R.L., București, 1997, 221 p.[nefuncțională]
- Sistemul factorilor umani ai accidentelor de muncă în industria petrolului – colab. un capitol, Editura Ministerului Minelor, Petrolului și Geologiei, 1979, p. 105-115
- Dragostea și căsătoria – autor, Editura științifică și enciclopedică, București, 1984, 224 p.
- Psihologia și viața cotidiană – colab., un capitol, Editura Academiei Române, 1988, p. 41-49.
- Familia de la A la Z. Mic dicționar al vieții de familie – coautor, Editura științifică și enciclopedică, București, 1991, 359 p.
- Cabinet de psihologie – colab., un capitol, Editura Academiei Române, 1992, p. 39-59
- Elemente de psihologie a cuplului – coautor, Ed. Șansa S.R.L., București, 1994, 190 p.
- Psihoteste – colaborare, Societatea Știință și Tehnică, București, 1994
- Psihologie judiciară – coordonator și coautor, ediția a II-a, Editura Șansa S.R.L., București, 1994, 359 p.
- Elemente de psihologie a cuplului – coautor, ediția a II-a, Editura Șansa S.R.L., București, 1994, 253 p.
- 29 de teste pentru a te cunoaște – colaborare, Editura Polirom, Iași, 1996
- Psihologie socială. Aspecte contemporane – colab., un capitol, Editura Collegium, Iași, 1996, p. 433-444
- Copilăria - fundament al personalității - colab., un capitol, Editată de Revista Învățământului preșcolar, 1997
- Psihoteste 2. Cunoașterea de sine și a celorlalți – Prefață și colab., Editura Știință și Tehnică, București, 1997
- Psihologia vieții cotidiene – colab., un capitol, Editura Polirom, Iași, 1997, p. 28-40
- Valori europene și respectarea drepturilor omului în activitatea poliției române, colab., un capitol, Ed. Trei, 1999
- Psihologie judiciară – coordonator și coautor, Editura Press Mihaela, S.R.L., 2000 Arhivat în 24 noiembrie 2009, la Wayback Machine.
- Psihologia la răspântia mileniilor (coord. M. Zlate), cap. „Psihometria și direcțiile ei de dezvoltare la început de mileniu”, Ed. Polirom, 2001
- Colaborator la vol. Cunoaște-te pe tine însuți (coord. A. Neculau), Ed. Polirom, Iași, 2003 (grupaj de teste, p. 108-128)
- Capitolul „Agresivitatea”, în Manual de psihologie socială (coord. A. Neculau), Ed. Polirom, Iași, 2003
- Capitolul „Cum evaluam competentele universitare transversale”, în Dezvoltarea personală - competență universitară transversală (coord. L. Mitrofan), Ed. Universității din București, 2007

## Cariera universitară
A absolvit Școala Normală (Liceul Pedagogic Costache Negri) din Galați. În anul 1967 este admis la Facultatea de Filosofie, Secția Psihologie a Universității din București. După terminarea studiilor universitare (1972) este chemat ca asistent universitar la catedra de psihologie a facultății. După patru ani de la terminarea facultății, în anul 1976, este titularizat la catedra de psihologie ca asistent universitar. Parcurge toate gradele universitare, iar în anul 1980 susține teza de doctorat cu titlu Aptitudinea pedagogică din perspectiva psihologică și socială. În anul 1984 devine lector universitar la aceeași catedră. În anul 1991 obține titlul de conferențiar, iar un an mai târziu este ales în funcția de prodecan al Facultății de Psihologie, funcție pe care o va deține până în anul 2008. În anul 1994 obține titlul de profesor universitar. În anul 1994 obține titlul de profesor, iar un an mai târziu este numit director al programului de master al facultății. Din același an este membru CNFIS și membru al Comisiei de Științe Sociale a CNEAA. Din anul 2007 este membru ARACIS.
În anul 2008 este ales decan la Facultatea de Psihologie și Științele Educației a Universității din București. Este creatorul a numeroase proiecte, numele său fiind legat de crearea noului sediu al Facultății de Psihologie și Științele Educației a Universității din București.
A format și a îndrumat numeroase generații de masteranzi și doctoranzi, acordând credit profesional tinerilor aflați la început de drum. Arhivat în 25 martie 2008, la Wayback Machine.. Este una dintre personalitățile care au marcat psihologia românească postdecembristă, atât pe plan științific cât și instituțional.

## Cariera profesională
La terminarea facultății rămâne cadru universitar la catedra de psihologie a facultății. Urmează toate treptele universitare, obținând rând pe rând toate titlurile academice, până la cel de profesor universitar. Urmează mai multe stagii de formare în Canada și în Europa. În anul 2001 este ales președinte al  Asociației Psihologilor din România, funcție pe care o va deține până în anul 2007, când va fi preluată de către Prof. Mircea Miclea. În calitate de președinte al celui mai important for profesional al psihologilor români, alături de un grup de profesori români celebri (Prof. Mihai Golu, Prof. Mielu Zlate și Prof. Mihai Aniței, care este în prezent președintele Colegiului Psihologilor din România) promovează un proiect de lege privind reglementarea profesiei de psiholog în România, ca profesie liberală. După mai multe încercări, în vara anului 2004, este aprobată de către Parlamentul României Arhivat în 24 februarie 2016, la Wayback Machine. Legea nr. 213/2004[nefuncțională]
. În istoria psihologiei românești, acest act constituie actul de naștere și recunoaștere al profesiei de psiholog în România, ca profesie liberă și independentă. În primăvara anului 2005 reușește să unească sub același for profesional, Colegiul Psihologilor din România, totalitatea psihologilor români, precum și instituțiile de formare din domeniul psihologiei și psihoterapiei. Urmează o perioadă grea, în care majoritatea instituțiilor profesiei de psiholog au fost reglate prin acte normative. Profesorul Nicolae Mitrofan reușește să adune în jurul său numele cele mai reprezentative ale psihologiei românești, dar mai ales ale generației tinere (Prof. Daniel David, Prof. Alin Sava, etc.), precum și crearea unui sistem de atestare profesională funcțional. Este printre primii psihologi români care își înființează cabinet individual de psihologie, promovând prin acest gest externalizarea serviciilor psihologice și independența profesiei. Prin măsurile aprobate, precum și prin stilul de conducere democratic adoptat, profesorul Nicolae Mitrofan construiește o echipă tânără la nivel administrativ, reușind aprobarea primelor acte normative care vor reglementa profesia de psiholog în România. Totodată, reușește să creeze o piață a serviciilor psihologice bazată pe independență profesională și unifică profesia, adunând în jurul său personalități ale profesiei din diverse domenii de activitate: Daniel David, Irina Holdevici, Mihaela Minulescu, Ion Dafinoiu, Ion Duvac, Augustin Cambozie, Iolanda Mitrofan, Iustinian Turcu, etc. (psihologia sănătății), Horia Pitariu, Mihai Aniței, Dumitru Cornoiu, etc. (psihologia muncii), Mircea Miclea, Adrian Opre, Elena Bonchiș, etc. (psihologia educatiei), Gheorghe Florian (psihologia judiciară), Edmond Cracsner, Traian Manea, etc. (psihologia militară).